# بخش چماراجاناگر
بخش چماراجاناگر (به انگلیسی: Chamarajanagar district) یک منطقهٔ مسکونی در هند است که در Mysore division واقع شده‌است. بخش چماراجاناگر ۵٬۱۰۱ کیلومتر مربع مساحت و ۱٬۰۲۰٬۷۹۱ نفر جمعیت دارد.